# Angrekum
Angrekum (lat. Angraecum), biljni rod iz porodice kaćunovki smješten u podtribus Angraecinae, dio tribusa Vandeae. 
Postoji preko 220 vrsta čija čija je postojbina Tropska i južna Afrika, Madagaskar, Maskareni, Komori, Sejšeli (1), do Šri Lanke i Južne Indije.
Rod je opisan u Voyage dans les Quatre Principales Îles des Mers d'Afrique 1: 359. 1804.

## Vrste
1. Angraecum affine Schltr.
2. Angraecum alleizettei Schltr.
3. Angraecum aloifolium Hermans & P.J.Cribb
4. Angraecum ambrense H.Perrier
5. Angraecum amplexicaule Toill.-Gen. & Bosser
6. Angraecum ampullaceum Bosser
7. Angraecum andasibense H.Perrier
8. Angraecum andringitranum Schltr.
9. Angraecum angustipetalum Rendle
10. Angraecum angustum (Rolfe) Summerh.
11. Angraecum ankeranense H.Perrier
12. Angraecum aporoides Summerh.
13. Angraecum appendiculatum Frapp.
14. Angraecum appendiculoides Schltr.
15. Angraecum arachnites Schltr.
16. Angraecum archangelicum Hermans & Sieder
17. Angraecum astroarche Ridl.
18. Angraecum atlanticum Stévart & Droissart
19. Angraecum aviceps Schltr.
20. Angraecum baiderae Pailler
21. Angraecum bancoense Burg
22. Angraecum baronii (Finet) Schltr.
23. Angraecum bemarivoense Schltr.
24. Angraecum bicallosum H.Perrier
25. Angraecum birrimense Rolfe
26. Angraecum biteaui M.Simo & Stévart
27. Angraecum borbonicum Bosser
28. Angraecum brachyrhopalon Schltr.
29. Angraecum bracteosum Balf.f. & S.Moore
30. Angraecum breve Schltr.
31. Angraecum brevicornu Summerh.
32. Angraecum cadetii Bosser
33. Angraecum calceolus Thouars
34. Angraecum caricifolium H.Perrier
35. Angraecum caulescens Thouars
36. Angraecum chaetopodum Schltr.
37. Angraecum chamaeanthus Schltr.
38. Angraecum chermezonii H.Perrier
39. Angraecum chimanimaniense G.Will.
40. Angraecum claessensii De Wild.
41. Angraecum clareae Hermans, la Croix & P.J.Cribb
42. Angraecum clavigerum Ridl.
43. Angraecum compactum Schltr.
44. Angraecum compressicaule H.Perrier
45. Angraecum conchiferum Lindl.
46. Angraecum conchoglossum Schltr.
47. Angraecum coriaceum (Thunb. ex Sw.) Schltr.
48. Angraecum cornigerum Cordem.
49. Angraecum cornucopiae H.Perrier
50. Angraecum corrugatum (Cordem.) Micheneau
51. Angraecum corynoceras Schltr.
52. Angraecum costatum Frapp.
53. Angraecum coutrixii Bosser
54. Angraecum crassifolium (Cordem.) Schltr.
55. Angraecum crassum Thouars
56. Angraecum cribbianum Szlach. & Olszewski
57. Angraecum cucullatum Thouars
58. Angraecum cultriforme Summerh.
59. Angraecum curnowianum (Rchb.f.) T.Durand & Schinz
60. Angraecum curvicalcar Schltr.
61. Angraecum curvicaule Schltr.
62. Angraecum curvipes Schltr.
63. Angraecum danguyanum H.Perrier
64. Angraecum darainense P.J.Cribb & Nusb.
65. Angraecum dasycarpum Schltr.
66. Angraecum dauphinense (Rolfe ex Scott Elliot) Schltr.
67. Angraecum decaryanum H.Perrier
68. Angraecum decipiens Summerh.
69. Angraecum dendrobiopsis Schltr.
70. Angraecum didieri (Finet) Schltr.
71. Angraecum distichum Lindl.
72. Angraecum dives Rolfe
73. Angraecum dollii Senghas
74. Angraecum doratophyllum Summerh.
75. Angraecum drouhardii H.Perrier
76. Angraecum dryadum Schltr.
77. Angraecum dupontii Pailler
78. Angraecum durainense P.J.Cribb & Nusb.
79. Angraecum eburneum Bory
80. Angraecum edmundi (Bosser ex Verlynde & Ramand.) Hermans & Verlynde
81. Angraecum egertonii Rendle
82. Angraecum eichlerianum Kraenzl.
83. Angraecum elephantinum Schltr.
84. Angraecum elliotii Rolfe ex Scott Elliot
85. Angraecum equitans Schltr.
86. Angraecum erectum Summerh.
87. Angraecum expansum Thouars
88. Angraecum falcifolium Bosser
89. Angraecum ferkoanum Schltr.
90. Angraecum filicornu Thouars
91. Angraecum firthii Summerh.
92. Angraecum flavidum Bosser
93. Angraecum floribundum Bosser
94. Angraecum florulentum Rchb.f.
95. Angraecum gabonense Summerh.
96. Angraecum geerinckianum Stévart & Jecmenica
97. Angraecum geniculatum G.Will.
98. Angraecum gereauanum Stévart & Jecmenica
99. Angraecum germinyanum Hook.f.
100. Angraecum gracile Thouars
101. Angraecum hermannii (Cordem.) Schltr.
102. Angraecum humbertii H.Perrier
103. Angraecum humblotianum (Finet) Schltr.
104. Angraecum humile Summerh.
105. Angraecum huntleyoides Schltr.
106. Angraecum idae Hermans & Sieder
107. Angraecum imerinense Schltr.
108. Angraecum implicatum Thouars
109. Angraecum inapertum Thouars
110. Angraecum inflatum Hermans
111. Angraecum infundibulare Lindl.
112. Angraecum jeannineanum Fournel & Micheneau
113. Angraecum keniae Kraenzl.
114. Angraecum kraenzlinianum H.Perrier
115. Angraecum lanceolatum Jecmenica, Stévart & Droissart
116. Angraecum lecomtei H.Perrier
117. Angraecum leonis (Rchb.f.) André
118. Angraecum leprechaunicum Hermans & Grunenwald
119. Angraecum letouzeyi Bosser
120. Angraecum liliodorum Frapp.
121. Angraecum linearifolium Garay
122. Angraecum lisowskianum Szlach. & Olszewski
123. Angraecum litorale Schltr.
124. Angraecum longicalcar (Bosser) Senghas
125. Angraecum longicaule H.Perrier
126. Angraecum madagascariensis (Finet) Schltr.
127. Angraecum magdalenae Schltr. & H.Perrier
128. Angraecum mahavavense H.Perrier
129. Angraecum mauritianum (Poir.) Frapp.
130. Angraecum meirax (Rchb.f.) H.Perrier
131. Angraecum melanostictum Schltr.
132. Angraecum metallicum Sander
133. Angraecum microcharis Schltr.
134. Angraecum minus Summerh.
135. Angraecum moandense De Wild.
136. Angraecum modicum Summerh.
137. Angraecum mofakoko De Wild.
138. Angraecum moratii Bosser
139. Angraecum multiflorum Thouars
140. Angraecum multinominatum Rendle
141. Angraecum muscicola H.Perrier
142. Angraecum musculiferum H.Perrier
143. Angraecum myrianthum Schltr.
144. Angraecum obesum H.Perrier
145. Angraecum oblongifolium Toill.-Gen. & Bosser
146. Angraecum ochraceum (Ridl.) Schltr.
147. Angraecum oeonioides Bosser
148. Angraecum oliveirae Stévart & Jecmenica
149. Angraecum onivense H.Perrier
150. Angraecum palmicolum Bosser
151. Angraecum palmiforme Thouars
152. Angraecum panicifolium H.Perrier
153. Angraecum parvulum Ayres ex Baker
154. Angraecum patens Frapp.
155. Angraecum pauciramosum Schltr.
156. Angraecum pectinatum Thouars
157. Angraecum penzigianum Schltr.
158. Angraecum pergracile Schltr.
159. Angraecum perhumile H.Perrier
160. Angraecum perparvulum H.Perrier
161. Angraecum petterssonianum Geerinck
162. Angraecum peyrotii Bosser
163. Angraecum pingue Frapp. ex Cordem.
164. Angraecum pinifolium Bosser
165. Angraecum platycornu Hermans, P.J.Cribb & Bosser
166. Angraecum podochiloides Schltr.
167. Angraecum polyphemus Hermans & Verlynde
168. Angraecum popowii Braem
169. Angraecum potamophilum Schltr.
170. Angraecum praestans Schltr.
171. Angraecum protensum Schltr.
172. Angraecum pseudodidieri H.Perrier
173. Angraecum pseudofilicornu H.Perrier
174. Angraecum pterophyllum H.Perrier
175. Angraecum pumilio Schltr.
176. Angraecum pungens Schltr.
177. Angraecum pusillum Lindl.
178. Angraecum pyriforme Summerh.
179. Angraecum ramosum Thouars
180. Angraecum reygaertii De Wild.
181. Angraecum rhizanthium H.Perrier
182. Angraecum rhizomaniacum Schltr.
183. Angraecum rhynchoglossum Schltr.
184. Angraecum rigidifolium H.Perrier
185. Angraecum rostratum Ridl.
186. Angraecum rotundifolium Hermans
187. Angraecum rubellum Bosser
188. Angraecum rutenbergianum Kraenzl.
189. Angraecum sacciferum Lindl.
190. Angraecum sacculatum Schltr.
191. Angraecum salazianum (Cordem.) Schltr.
192. Angraecum sambiranoense Schltr.
193. Angraecum sanfordii P.J.Cribb & B.J.Pollard
194. Angraecum scalariforme H.Perrier
195. Angraecum scottianum Rchb.f.
196. Angraecum scroticalcar (Verlynde & Ramand.) Hermans & Verlynde
197. Angraecum sedifolium Schltr.
198. Angraecum serpens (H.Perrier) Bosser
199. Angraecum sesquipedale Thouars
200. Angraecum sesquisectangulum Kraenzl.
201. Angraecum sinuatiflorum H.Perrier
202. Angraecum sororium Schltr.
203. Angraecum spectabile Summerh.
204. Angraecum stella-africae P.J.Cribb
205. Angraecum sterrophyllum Schltr.
206. Angraecum stolzii Schltr.
207. Angraecum striatum Thouars
208. Angraecum subcordatum (H.Perrier) Bosser
209. Angraecum subulatum Lindl.
210. Angraecum tamarindicola Schltr.
211. Angraecum tamonii Pailler
212. Angraecum tenellum (Ridl.) Schltr.
213. Angraecum tenuifolium Frapp. ex Cordem.
214. Angraecum tenuipes Summerh.
215. Angraecum tenuispica Schltr.
216. Angraecum teres Summerh.
217. Angraecum teretifolium Ridl.
218. Angraecum triangulifolium Senghas
219. Angraecum trichoplectron (Rchb.f.) Schltr.
220. Angraecum umbrosum P.J.Cribb
221. Angraecum undulatum (Cordem.) Schltr.
222. Angraecum urschianum Toill.-Gen. & Bosser
223. Angraecum verecundum Schltr.
224. Angraecum vesiculatum Schltr.
225. Angraecum vesiculiferum Schltr.
226. Angraecum viguieri Schltr.
227. Angraecum viride Kraenzl.
228. Angraecum xylopus Rchb.f.
229. Angraecum zaratananae Schltr.